# إيفي نورتن
إيفي نورتن (بالإنجليزية: Effie Norton)‏ هو لاعب كرة قاعدة أمريكي، ولد في 17 أغسطس 1873 في كونو في الولايات المتحدة، وتوفي في 5 مارس 1950 في أسبينوال في الولايات المتحدة.